# Châtelaudren-Plouagat
Châtelaudren-Plouagat (bretonisch: Kastellaodren-Plagad) ist eine französische Gemeinde mit 3.968 Einwohnern (Stand: 1. Januar 2022) im Département Côtes-d’Armor in der Region Bretagne. Sie gehört zum Arrondissement Guingamp und zum Kanton Plélo.
Sie entstand mit Wirkung vom 1. Januar 2019 als Commune nouvelle durch die Zusammenlegung der ehemaligen Gemeinden Châtelaudren und Plouagat, die in der neuen Gemeinde den Status einer Commune déléguée haben. Der Verwaltungssitz befindet sich im Ort Plouagat.

## Gliederung
| Ortsteil                   | ehemaliger INSEE-Code | Fläche (km²) | Einwohnerzahl zum 1. Januar 2022 |
| -------------------------- | --------------------- | ------------ | -------------------------------- |
| Châtelaudren               | 22038                 | 00,46        | 979                              |
| Plouagat (Verwaltungssitz) | 22206                 | 31,98        | 2.989                            |

## Geografie
Châtelaudren-Plouagat liegt etwa 15 Kilometer westnordwestlich von Saint-Brieuc. Umgeben wird Châtelaudren-Plouagat von den Nachbargemeinden Bringolo im Norden, Plélo im Osten und Nordosten, Plouvara im Südosten, Boqueho im Süden, Lanrodec im Westen und Südwesten sowie Saint-Jean-Kerdaniel im Westen und Nordwesten.

## Verkehr
Durch die Gemeinde führt die Route nationale 12 mit einem eigenen Anschluss. Für den regionalen Verkehr sind vor die D4, die D7 und die D712 wichtig. Der Bahnhof Châtelaudren liegt an der Bahnstrecke Paris–Brest.